# Albert Naud
Pour les articles homonymes, voir Naud.
Albert Léopold Naud, né le 8 mai 1904 à Graves (Charente) et mort le 20 février 1977 à Paris 13e, est un journaliste, militant politique, avocat pénaliste et résistant français.

## Biographie
Fils d'agriculteurs, Albert Naud suit les cours de l'École normale d'instituteurs de Ruffec, avant de gagner Paris. Secrétaire administratif à la Chambre syndicale des raffineurs de sucre, il entre à la fin des années 1920 à L'Écho de Paris dont il est un rédacteur pendant quatre ans. Il fréquente le cours d'orateurs du Centre de propagande des républicains nationaux d'Henri de Kérillis, chef des informations politiques de L'Écho de Paris, et devient dans les années 1930 l'un des principaux orateurs et l'une des plumes de ce Centre.
Ayant obtenu sa licence en droit, il devient avocat et s'inscrit au barreau de Paris en 1933, et plaide notamment pour des procès d'assises. Ce militant de la droite « nationale » plaide en faveur d'un déserteur de la Première Guerre mondiale en 1933. Premier secrétaire de la Conférence des avocats du barreau de Paris en 1934-1935, il plaide en 1937 en correctionnelle pour Kerillis et pour le colonel François de La Rocque.  
Mobilisé en 1939, il est deux fois blessé pendant la bataille de France. Il reprend ses activités d'avocat en 1940 et entre tôt dans la Résistance. Il est arrêté et inculpé avec d'autres avocats pour propagande gaulliste en janvier 1941. Il est emprisonné à la Santé pendant deux mois. Après le démantèlement de son premier réseau, il entre dans un autre groupe et participe au combat pour la libération de Paris. 
À la Libération, il reprend son métier d'avocat. Il est avocat commis d'office de Pierre Laval en 1945, avec ses confrères Jacques Baraduc et Yves-Frédéric Jaffré, mais ils demandent à être déchargés de cette mission « pour protester hautement devant l'opinion, afin qu'elle sache que, dans une telle affaire, il y a des avocats sans dossier ». Il s'en explique dans son livre Pourquoi je n'ai pas défendu Laval et dans un article au Monde en 1969. Il est aussi l'avocat d'Henri Béraud en 1944, de Louis-Ferdinand Céline de 1947 à 1951, d'Adrien Marquet et d'Henri Labroue en 1948, et défend également d'autres collaborateurs, pour la plupart condamnés à mort comme Robert de Beauplan, Mathilde Carré ou trois anciens gardiens du camp de concentration de Natzweiler-Struthof en 1955. Sa conférence sur le thème « la Justice partisane et l'amnistie » est interdite en 1949. 
Il plaide parallèlement pour d'autres affaires qui ne sont pas liées à la guerre, comme dans celle impliquant Marc Fleurot, en 1950. 
Il est membre du Conseil de l'ordre des avocats à la Cour de Paris. Élu en 1956, il est réélu en 1957 et 1958. 
Il plaide ensuite dans plusieurs grands procès, notamment politiques, comme l'affaire Ben Barka : il y défend Ahmed Dlimi, directeur adjoint de la Sûreté marocaine, accusé d'avoir participé à l'organisation de l'enlèvement de Ben Barka. Il participe à des procès criminels comme celui de Lucien Léger, qu'il défend en 1966, ou celui du truand Marcel Francisci. Enfin, il s'investit dans des affaires de mœurs, comme celle impliquant Gabrielle Russier. Il sera d'ailleurs, par la suite, coscénariste de Mourir d'aimer, le film inspiré de cette affaire. Ces procès ne doivent pas faire oublier que Me Naud était d'abord un « civiliste à 90 % », selon ses propres dires.
Il se bat pour l'abolition de la peine de mort, par la publication de livres  et en demandant la grâce de condamnés à mort devant quatre présidents de la République : Vincent Auriol, René Coty, Charles de Gaulle puis Georges Pompidou. Il milite également dans plusieurs associations, l'Union pour la liberté en 1952, puis l'Association française contre la peine de mort. Dans cette optique militante, il accepte, en 1968, de collaborer en tant que conseiller technique à un projet du jeune réalisateur Claude Lelouch. Le film, baptisé La Vie, l'Amour, la Mort, relate une enquête criminelle se concluant par une scène d'exécution capitale. Séduit par le naturel de Naud, Lelouch lui proposera à terme d'incarner l'avocat de la défense. 
Il est candidat sans succès à l'Académie française, par deux fois, en 1968 et en 1975-1976.
En 1976, il témoigne dans le film documentaire Chantons sous l'Occupation d'André Halimi.
Henri Leclerc est son collaborateur pendant douze ans.
Il est fait citoyen d’honneur de Ruffec.

## Œuvres
- Pourquoi je n'ai pas défendu Pierre Laval, Paris : A. Fayard, 1948
- Peau d'orange ou l'école du soir, Grasset, 1951 (roman)
- Tu ne tueras pas, Paris, La Table ronde, 1963
- Contre la peine de mort, pendant de Pour la peine de mort de Jacques Charpentier (bâtonnier), Berger-Levrault, collection Pour ou contre, 1967
- L'Agonie de la peine de mort ?, Paris, La Table ronde, 1972
- Les défendre tous, Paris, Robert Laffont, 1973

## Pour approfondir